# رون جيسي
رون جيسي (بالإنجليزية: Ron Jessie) هو لاعب كرة قدم أمريكية أمريكي، ولد في 4 فبراير 1948 في يوما في الولايات المتحدة، وتوفي في 13 يناير 2006 في شاطئ هنتنغتون في الولايات المتحدة بسبب نوبة قلبية.

## وصلات خارجية
- رون جيسي على موقع مرجع كرة القدم المحترفة.كوم (الإنجليزية)